# Церква Архістратига Михаїла (Підберізці)
Церква Архістратига Михаїла — чинна церква у селі Підберізці Пустомитівського району Львівщини. Парафія належить до Пустомитівського благочиння Львівсько-Сокальської єпархії Православної церкви України.

## Історія
Церква Архістратига Михаїла збудована у 1891–1910 роках у так званому «неовізантійському» стилі відомим архітектором Іваном Левинським. З нею пов'язані ряд яскравих імен видатних діячів української Церкви, культури, мистецтва і героїв визвольних змагань за українську державність. 
Церкву освячено 1892 року Митрополитом Сильвестром Сембратовичем.

## Розпис церкви

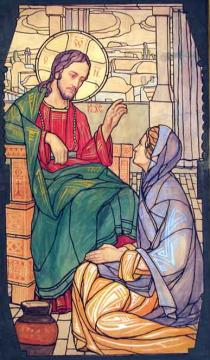
Вітраж «Христос і Магдалина»

Церква Св. Арх. Михаїла — не єдиний збережений донині взірець храмового розпису пензля Модеста Сосенка, що чудом уникнув більшовицької руйнації. Другим є храм в с. Поляни (Риків) Золочівського району, там дерев'яна церква. Третім був розпис в смт. Славське, знищений 15 травня 2019 року парафіянами ц. Успіння Пресвятої Богородиці в смт. Славське, за наказом о. Андрія Петришина. Ще були розписи в ц. св. Миколая в Золочеві, та вони перемальовані. Велика заслуга в збереженні храму в Підберізцях, належить сьогоднішньому настоятелю Церкви, її довголітньому парохові о. Станіславу Гассу, котрий добре усвідомлює, що під його опікою у Церкві — неоціненна, унікальна пам'ятка українського церковного малярства. Нині ця коштовна пам'ятка потребує нагальної реставрації та обнови. Стіни храму, навіть крізь столітні кіптяву і патину, світяться високим малярським кунштом пензля Модеста Сосенка. Прочитуємо в них — артистично аранжовані художником — відлуння великих і давніх на нашій землі традицій церковного розпису та українського іконопису XVII–XVIII століть, багатство нашої народної орнаментики та чар коштовних прикрас стародавніх рукописних книжок в Україні. Національні художні традиції талановито переосмислені тут Модестом Сосенком у дусі нової європейської естетики модерну.
Створені ним розписи суцільним дорогоцінним килимом покривають стіни храму, мерехтять глибокими насиченими кольорами, чарують багатством орнаментальної фантазії і водночас прозорою ясною архітектонікою декору. В орнаментальне тло стін тактовно вписані поважні, аскетичні лики Святих. Доповнюють інтер'єр церкви два чудові вітражі «Христос і Магдалина» і «Христос благословляє дітей», виконані у Кракові за проектом М. Сосенка. Вітражі є фактично першими творами новітнього вітражного мистецтва в Україні. Не випадково на початку нашого століття підберізцівська церква славиться в Галичині як один із взірцевих українських храмів, оздоблених у національному стилі. Сюди, до Підберізців, щоб розглянути храмові розписи Модеста Сосенка, любили приїжджати зі Львова духовенство і творча інтелігенція. 
1913 року побував тут Митрополит А.Шептицький, показуючи церкву своєму закордонному гостеві — ерцгерцогу баварському Максиміліану. Стіни храму бачили таких видатних мужів, як славетний Іван Франко, Іларіон Свєнціцький, директора Національного музею у Львові та багатьох інших. І сьогодні в очах кожної інтелігентної людини в Україні ця церква є унікальною пам'яткою, яка вимагає старанної уваги і опіки з боку суспільства.

## Парохи

### Євген Шухевич
Одним із перших її довголітніх парохів був у 1901–1924 роках о. Євген Шухевич — рідний брат відомого українського вченого-етнографа Володимира Шухевича. Син о. Євгена Шухевича — Степан Шухевич — був отаманом УГА в роки Першої світової війни.

### Йосиф Осташевський
Із Святомихайлівською церквою у Підберізцях пов'язана також діяльність іншого її пароха Йосифа Осташевського — відомого церковного та культурного діяча, автора кількох наукових праць з історії Церкви та народознавства, згодом професора Богословської Академії у Львові. Підберізцівська церква постійно мала прихильну увагу та опіку з боку Митрополита Андрея Шептицького — великого мужа Української церкви, мецената української культури. 
Це за його рекомендацією і при його сприянні в 1907–1910 роках храм було оздоблено всередині коштовною поліхромією роботи Модеста Сосенка — одного із найвидатніших українських митців початку XX століття. Здобувши блискучу мистецьку освіту спочатку у стінах Краківської академії мистецтв (1896–1900 рр.), згодом у Мюнхенській Королівській Баварській академії (1901–1902 рр.) та в Національній школі мистецтв у Парижі (1902–1905 рр.), Модест Сосенко 1905 року повертається до Галичини. Тут за 15 років він розписав щонайменше 11 церков, створивши у своїх монументальних храмових розписах своєрідний стиль настінного декору української Церкви — стиль українського модерну.

## Світлини

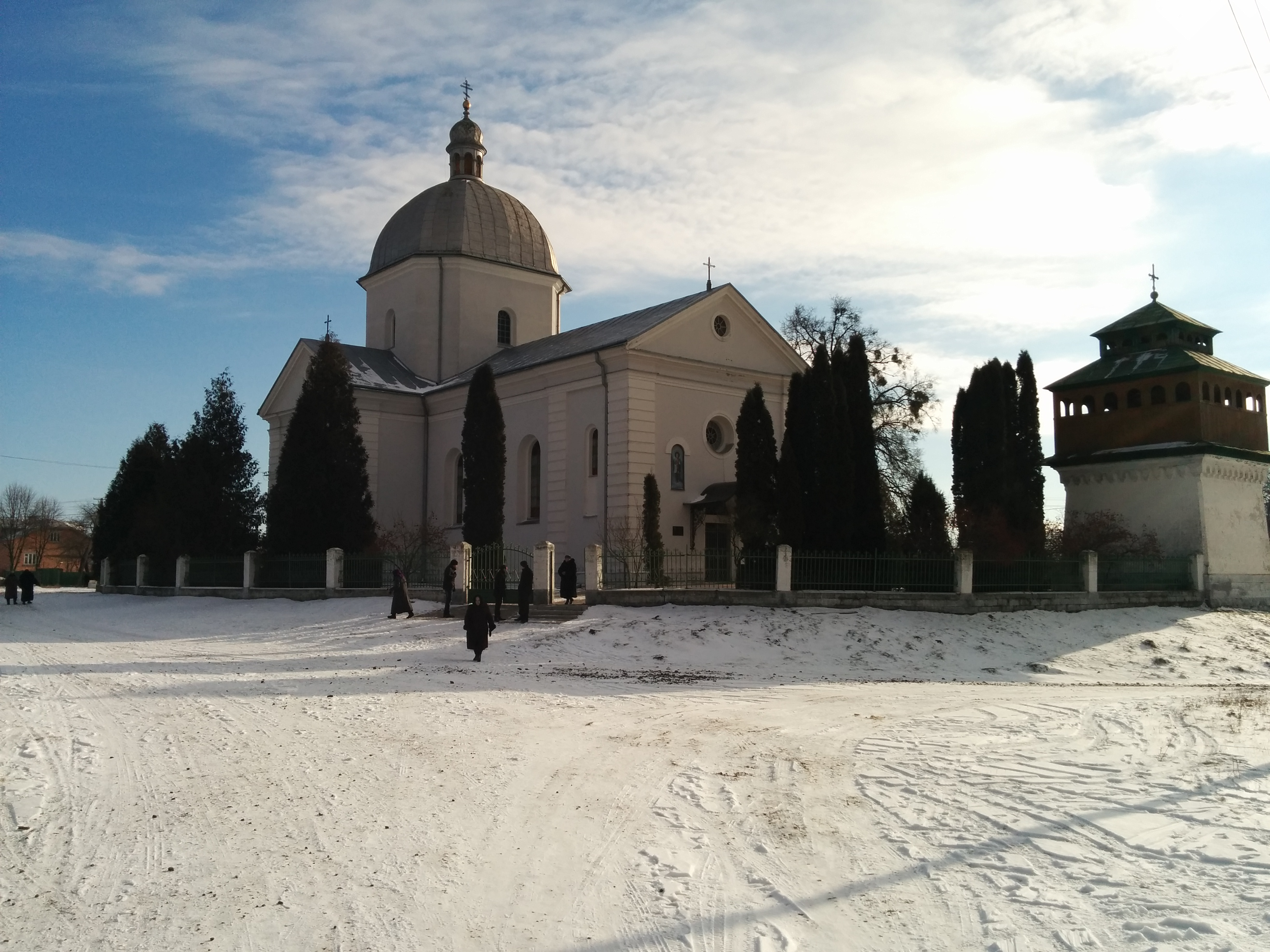
Вид спереду
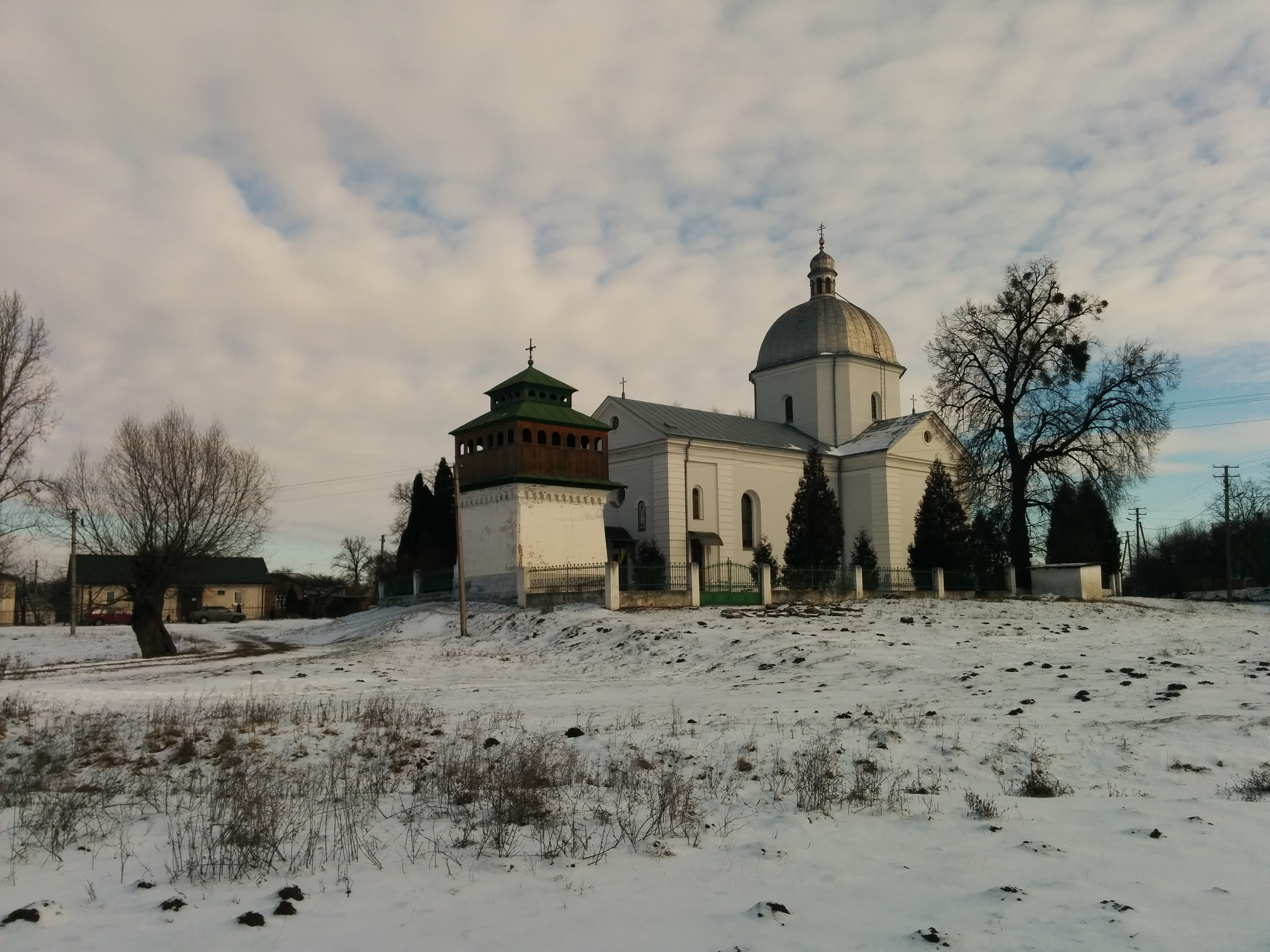
Вид знизу зимою
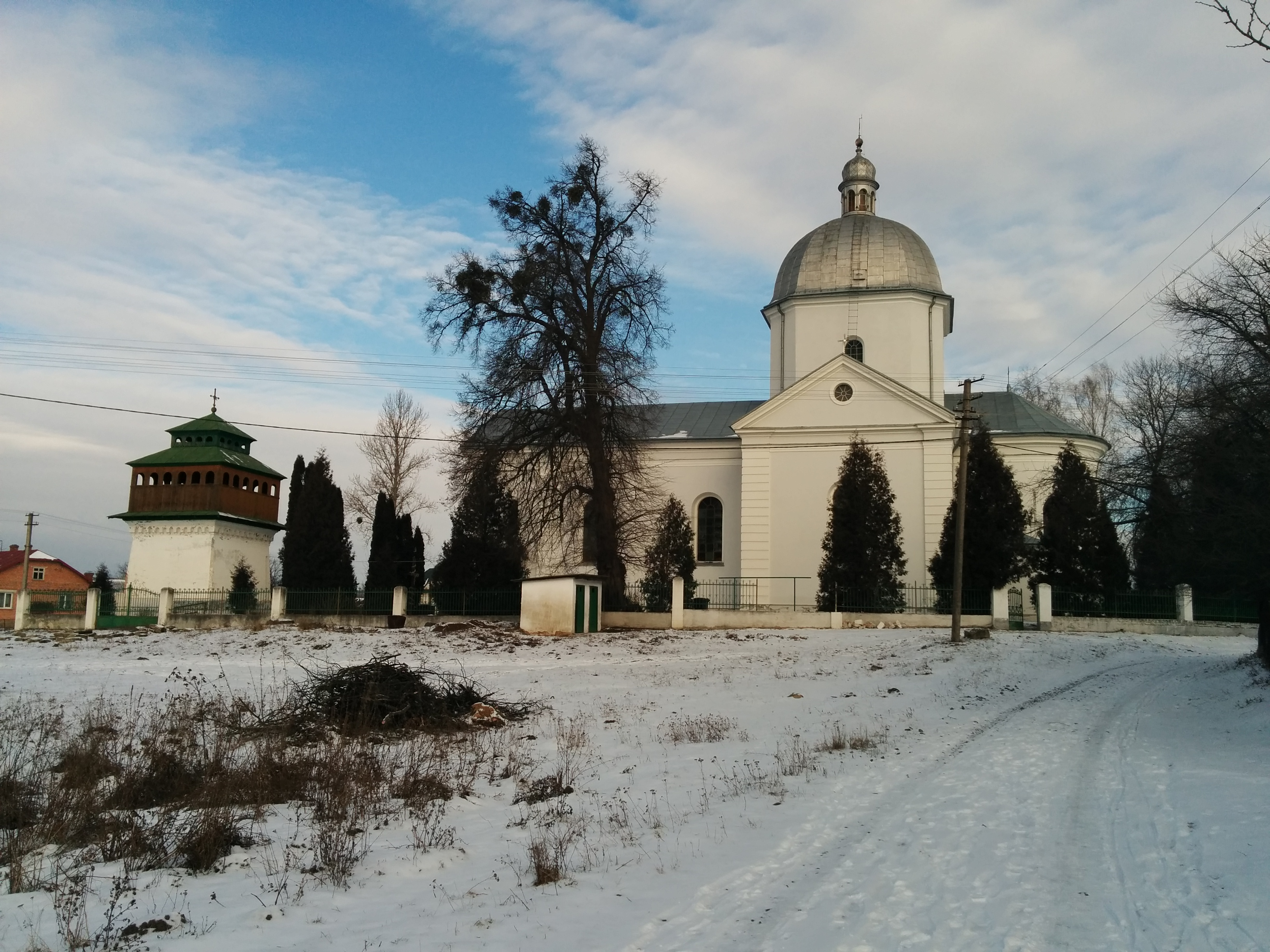
Вид з дороги знизу